# Johnny Ray Gill
Johnny Ray Gill (Portland, 1985) è un attore statunitense.

## Biografia
Nato e cresciuto a Portland, consegue la laurea alla Temple University, dopo essere stato un anno all' University of Southern California. In seguito riceve anche un master alla University of California, San Diego.

## Filmografia parziale

### Televisione
- Harry's Law – serie TV, 10 episodi (2011)
- Bones – serie TV (2012)
- Stalking - La storia di Casey (Shadow of Fear), regia di Michael Lohmann – film TV (2012)
- True Blood – serie TV (2012)
- Rectify – serie TV (2013)
- Underground – serie TV (2016)
- BrainDead - Alieni a Washington – serie TV (2016)

## Doppiatori italiani
Nelle versioni in italiano delle opere in cui ha recitato, Johnny Ray Gill è stato doppiato da:
- Gianfranco Miranda in Harry's Law
- Francesco Pezzulli in Rectify
- Daniele Raffaeli in NCIS - Unità anticrimine
- Paolo Vivio in Chicago PD